# Gribiche
La Gribiche (pronuncia francese: [sos ɡʁibiʃ]) è una salsa fredda a base di uova della cucina francese, ottenuta emulsionando tuorli d'uovo sodo e senape con un olio neutro come quello di canola o di vinaccioli. La salsa è rifinita con cetrioli sottaceto tritati, capperi, prezzemolo, cerfoglio e dragoncello. Include anche albumi d'uovo sodo tagliati a julienne.
Classicamente, la salsa gribiche può essere servita con pollo bollito, pesce (caldo o freddo), testa di vitello, trippa, o terrina fredda. Le varianti moderne abbinano la salsa gribiche a verdure, come asparagi, lattuga o porri, o la servono come salsa.